# Pascal Caminada
Pascal Caminada (* 20. Oktober 1986 in Glattbrugg) ist ein ehemaliger Schweizer Eishockeytorhüter, der zuletzt beim SC Langenthal in der Swiss League unter Vertrag stand.

## Karriere
Pascal Caminada begann seine Karriere in der Nachwuchsabteilung des EHC Kloten, für dessen Junioren er in der Saison 2003/04 in der Elite Jr. A spielte. Anschliessend wechselte er zu Fribourg-Gottéron, wo er bis 2006 unter Vertrag stand und sowohl für die Junioren-, als auch für die Profimannschaft in der Nationalliga A als Ersatztorhüter auflief, wobei er in der Saison 2005/06 sein Debüt im Profieishockey gab. Im Sommer 2006 wurde der Torhüter vom EHC Biel aus der Nationalliga B verpflichtet, mit dem er in den folgenden beiden Jahren jeweils Zweitligameister wurde und in der Saison 2007/08 in die NLA aufstieg. In dieser stand er in der Saison 2008/09 in insgesamt 33 Spielen auf dem Eis.
Im August 2010 erhielt er einen Probevertrag bei den Dresdner Eislöwen aus der 2. Eishockey-Bundesliga. Letztlich erhielt Pasi Häkkinen, der ebenfalls auf Probe verpflichtet worden war, den Posten des Stammtorhüters, und Caminada erhielt keine Vertragsverlängerung. Die Saison 2010/11 setzte Caminada bei Fribourg-Gottéron fort und kam zu acht Einsätzen in der National League A. Im Januar 2011 wurde er vom Lausanne Hockey Club verpflichtet mit dem Ziel, in die NLA aufzusteigen. Dieses Ziel konnte jedoch nicht erreicht werden. Im September 2012 löste er seinen Vertrag in Lausanne auf und unterschrieb einen Dreijahresvertrag beim Ligakonkurrenten HC Thurgau.
Nach einem weiteren Engagement in Lausanne wurde Caminada zur Saison 2017/18 vom SC Bern verpflichtet und mit einem Zweijahresvertrag ausgestattet. Zur Spielzeit 2020/21 wechselte er zum SC Langenthal. Dort beendete er zum Saisonende 2021/22 seine aktive Karriere.

## Erfolge und Auszeichnungen
- 2007 Meister der NLB mit dem EHC Biel
- 2008 Meister der NLB und Aufstieg in die NLA mit dem EHC Biel
- 2019 Schweizer Meister mit dem SC Bern